# نودرار (بوشهر)
نودرار هي قرية إيرانية تقع في قسمة أنغالي في مقاطعة بوشهر.

## السكان
هذه القرية في قسمة أنغالي تقوم على إحصاءات تعداد عام 1385هـ ش ، كان عدد سكانها أقل من ثلاث عائلات.